# Wiehenvenator albati
Wiehenvenator albati es la única especie conocida del género extinto Wiehenvenator  de dinosaurio terópodo megalosáurido que vivió durante el período Jurásico hace aproximadamente 165 millones de años durante el Calloviense, en lo que es hoy Europa. Fue dado a conocer internacionalmente en 1999. Por entonces fue conocido de manera informal como "Das Monster von Minden", "monstruo de Minden" en alemán, hasta que fue descrito científicamente como Wiehenvenator albati en 2016. 

## Descripción
El espécimen tipo de Wiehenvenator consiste en una variedad de huesos encontrados en la Formación Ornatenton que datan del Calloviense medio. Todos estos huesos fueron vistos como pertenecientes a un solo individuo. También pueden pertenecerle dos vértebras de la cola adicionales. El análisis histológico de sus peronés sugiere que el holotipo de Wiehenvenator albati tenía al menos nueve años de vida, sin embargo, la edad de muerte podría haber sido más de diez años. Los restos indicaron que el animal estaba creciendo activamente, pero las zonas estrechas de crecimiento indicaron que la tasa de crecimiento del esqueleto se estaba desacelerando. A partir de esto se puede determinar que el estado de crecimiento de Wiehenvenator era el de un gran individuo subadulto.

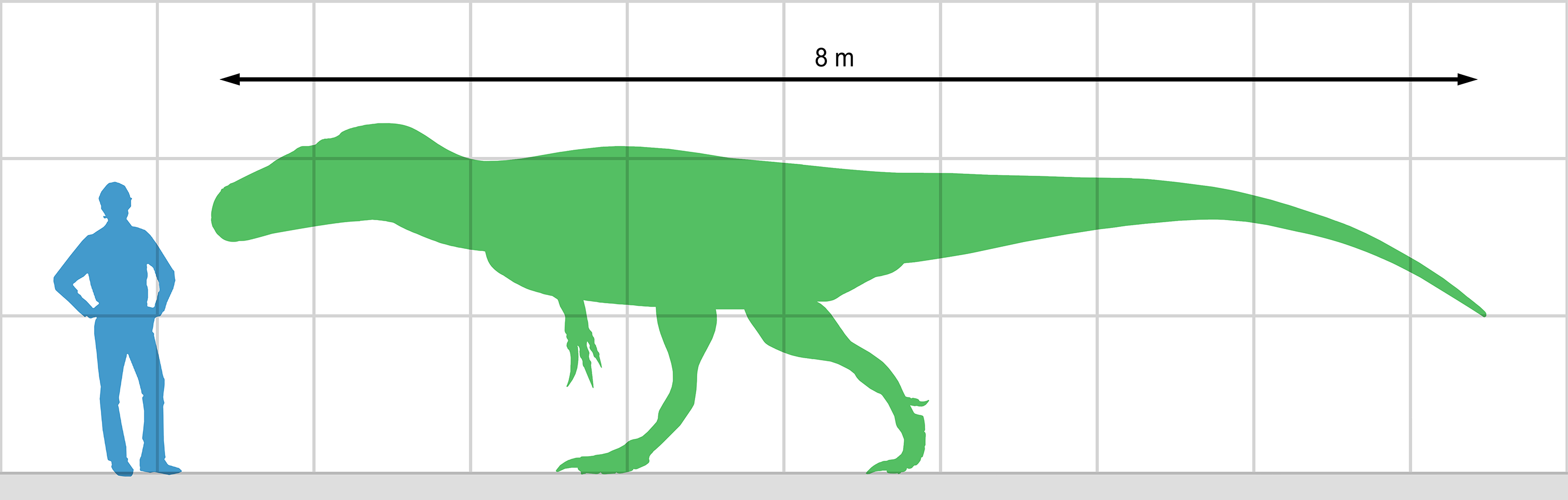
Tamaño de Wiehenvenator en comparación con un humano

La longitud de Wiehenvenator se puede estimar extrapolando a partir de su maxilar, que tiene el 82 por ciento de la longitud del maxilar de Torvosaurus gurneyi, estimado en 10 metros. Se puede deducir otra estimación del hecho de que las vértebras de la cola y el peroné tienen aproximadamente la misma longitud que las de Torvosaurus tanneri, que se había estimado en 9 metros, lo que convierte a Wiehenvenator en uno de los terópodos europeos más grandes conocidos. De acuerdo con Mickey Mortimer, el maxilar, el hueso que sostiene a la mayoría de los dientes superiores en el cráneo, mide unos 51,7 centímetros de largo, lo que sugiere una longitud craneal de cerca de 1 metro, junto con una fíbula de 75 centímetros, lo que indica que pertenecían a un individuo en el rango de 7 a 8 metros de longitud y 0,75 a 1,2 toneladas de peso.

## Descubrimiento e investigación

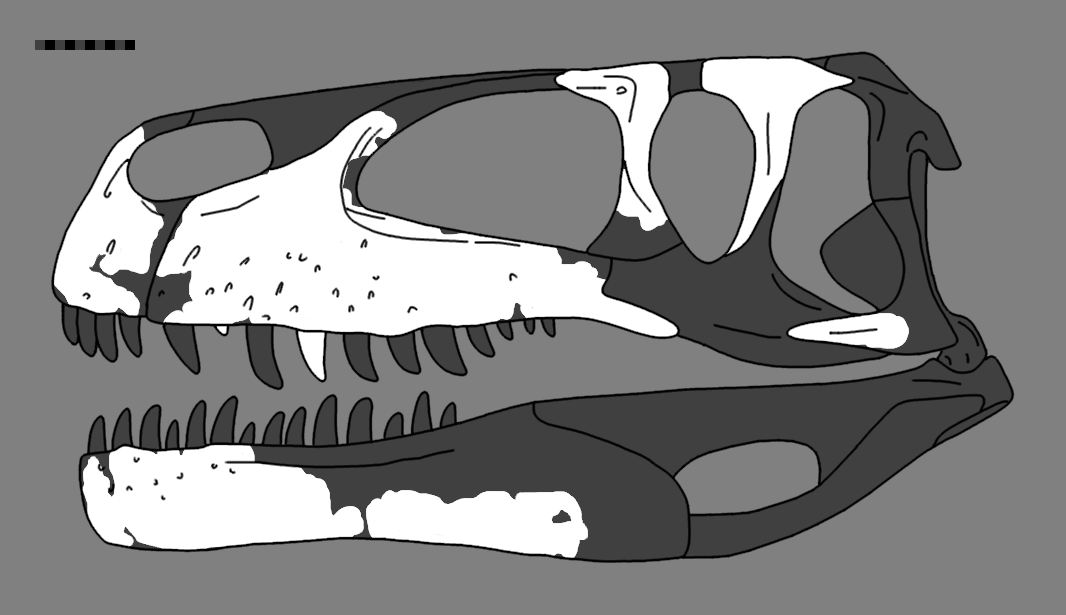
Restos del cráneo.

En 1998, el geólogo Friedrich Albat, que realizaba prospecciones para el Museo de Historia Natural Landschaftsverband Westfalen-Lippe, descubrió los restos de un gran terópodo en la cantera abandonada de Pott en las colinas Wiehen, cerca de Minden, Westfalia, Alemania. Los restos fueron descubiertos dentro de la Formación Ornatenton, una formación geológica compuesta principalmente de lutitas, areniscas y un horizonte de concreciones carbonatadas. El esqueleto fragmentario de terópodo, encontrado junto a abundantes invertebrados marinos y madera fosilizada, fue excavado entre octubre de 1998 y octubre de 2001. En el momento de su descubrimiento, los huesos estaban muy erosionados de los sedimentos circundantes y están algo mal conservados. Las numerosas roturas y grietas encontradas en el material corrían el riesgo de ser destruidas al retirarlas de la matriz, por lo que el equipo de excavación las extrajo en chaquetas que luego se prepararon en los laboratorios del LWL Museum für Naturkunde. Es conocido a partir de un conjunto de huesos que incluye partes del cráneo, premaxilar, maxilar, y un posible hueso lacrimal y huesos postorbitales, la parte anterior de un dentario, dientes, gastralia fusionada, dos vértebras de la cola, una costilla completa y cuatro fragmentos de costilla, un ilion, fíbulas, y otros elementos.
El hallazgo recibió una gran atención de la prensa y se conoció informalmente como Das Monster von Minden (el Monstruo de Minden). Hubo reportes iniciales en la edición alemana de National Geographic de una costilla 50% más grande que la de Allosaurus, lo que llevó a especular con que podría llegar a medir más de 15 metros de longitud. mientras Thomas Holtz estimaba que mediría 12 metros. ] Otros investigadores concluyeron en dimensiones más pequeñas. El análisis histológico de las fíbulas indica que el espécimen conocido de Wiehenvenator es un individuo subadulto grande, de cerca de diez años de edad al momento de morir.
En 2015, se anunció que el hallazgo había sido identificado como una nueva especie de megalosáurido. En 2016, los fósiles fueron nombrados y descritos como la especie tipo Wiehenvenator albati por Oliver W. M. Rauhut, Tom R. Hübner y Klaus-Peter Lanser. El nombre genérico combina una referencia a Wiehengebirge , el nombre alemán de las colinas Wiehen, con un latín venator, por "cazador". El nombre específico honra a Friedrich Albat, el descubridor. Como el nombre se publicó en una publicación electrónica, Life Science Identifier serán necesarios para su validez. Estos fueron 95638CFF-5618-4D31-9086-D821F6EE6B39 para el género y 262FA776-9ABC-4565-9A17-931CB4BEFBFC para la especie.
Una falange pedal megalosauroide, WMNM P27698, WMNM P27693) de la Formación Ornatenton descubierta en dos partes durante octubre de 1999 y abril de 2000 puede haber pertenecido al holotipo de W. albati.

## Clasificación

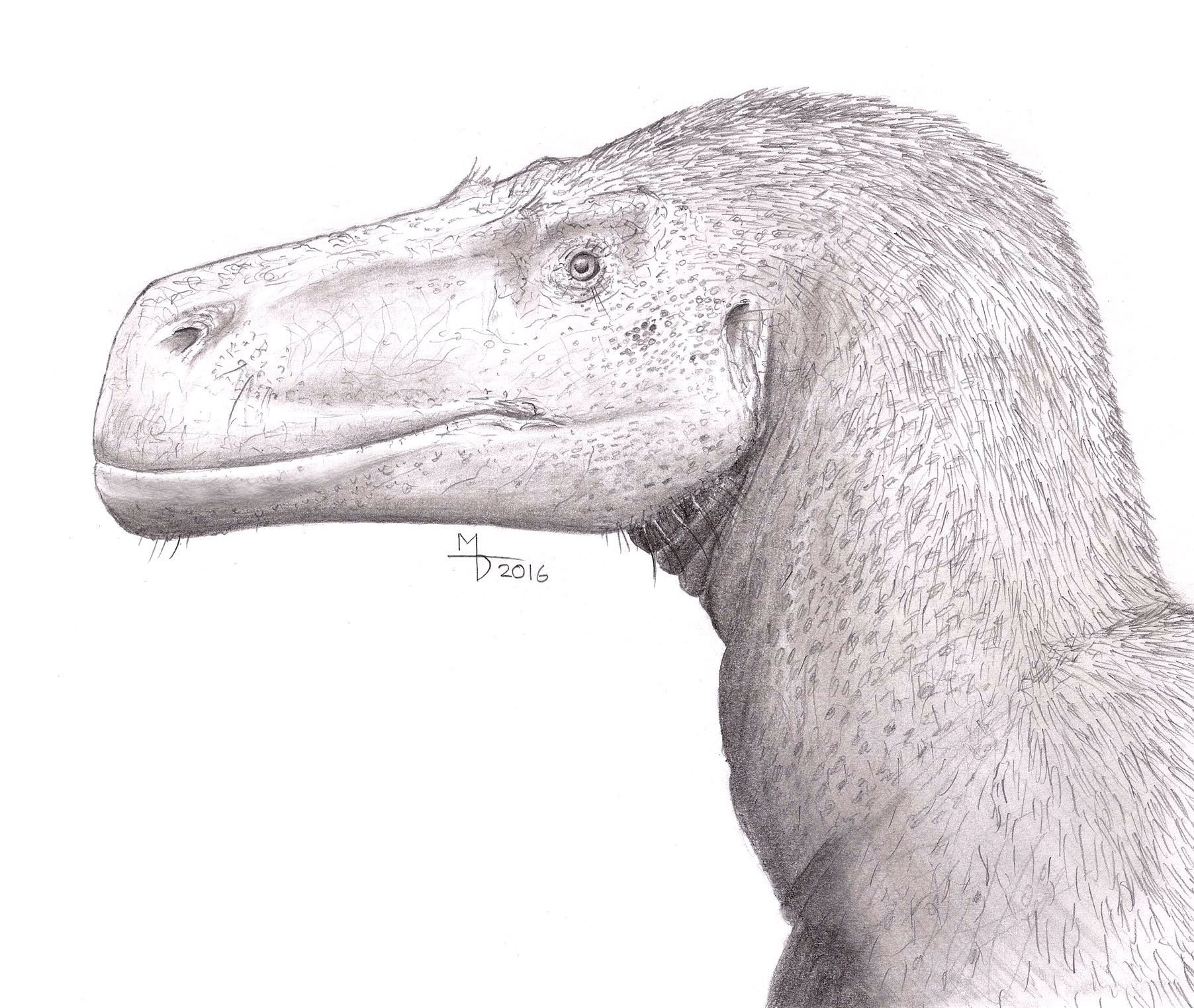
Restauración basada en Torvosaurus, un pariente cercano

Wiehenvenator fue clasificado en 2016 en la familia Megalosauridae, más concretamente en la subfamilia Megalosaurinae, colocado como taxón hermano de Torvosaurus, su pariente más cercano. A su vez, estos forman el clado hermano de Megalosaurus. La topología de los taxones dentro de los megalosaurinos muestra un perfecto acuerdo con la edad de los taxones del clado. El taxón más basal, Duriavenator, es también el representante más antiguo, del Bajociense. Luego se encuentran Megalosaurus del Bathoniense y Wiehenvenator del Calloviense y finalmente el género Torvosaurus, que se conoce del Kimmeridgiense a Titoniense.

### Filogenia
El siguiente es un cladograma basado en el análisis filogenético realizado por Rauhut et al., que muestra las relaciones de Wiehenvenator.

|  | Eustreptospondylus |
|  |                    |

|  | Dubreuillosaurus |
|  |                  |
|  | Magnosaurus      |
|  |                  |
|  | Afrovenator      |
|  |                  |
|  | Piveteausaurus   |
|  |                  |

|  | Eustreptospondylus |
|  |                    |

|  | Dubreuillosaurus |
|  |                  |
|  | Magnosaurus      |
|  |                  |
|  | Afrovenator      |
|  |                  |
|  | Piveteausaurus   |
|  |                  |

|  | Megalosaurus                                                  |
|  |                                                               |
|  | \| \| Wiehenvenator \| \| \| \| \| \| Torvosaurus \| \| \| \| |
|  |                                                               |
|  | Wiehenvenator                                                 |
|  |                                                               |
|  | Torvosaurus                                                   |
|  |                                                               |

|  | Wiehenvenator |
|  |               |
|  | Torvosaurus   |
|  |               |

|  | Megalosaurus                                                  |
|  |                                                               |
|  | \| \| Wiehenvenator \| \| \| \| \| \| Torvosaurus \| \| \| \| |
|  |                                                               |
|  | Wiehenvenator                                                 |
|  |                                                               |
|  | Torvosaurus                                                   |
|  |                                                               |

|  | Wiehenvenator |
|  |               |
|  | Torvosaurus   |
|  |               |

|  | Megalosaurus                                                  |
|  |                                                               |
|  | \| \| Wiehenvenator \| \| \| \| \| \| Torvosaurus \| \| \| \| |
|  |                                                               |
|  | Wiehenvenator                                                 |
|  |                                                               |
|  | Torvosaurus                                                   |
|  |                                                               |

|  | Wiehenvenator |
|  |               |
|  | Torvosaurus   |
|  |               |

|  | Megalosaurus                                                  |
|  |                                                               |
|  | \| \| Wiehenvenator \| \| \| \| \| \| Torvosaurus \| \| \| \| |
|  |                                                               |
|  | Wiehenvenator                                                 |
|  |                                                               |
|  | Torvosaurus                                                   |
|  |                                                               |

|  | Wiehenvenator |
|  |               |
|  | Torvosaurus   |
|  |               |

|  | Eustreptospondylus |
|  |                    |

|  | Dubreuillosaurus |
|  |                  |
|  | Magnosaurus      |
|  |                  |
|  | Afrovenator      |
|  |                  |
|  | Piveteausaurus   |
|  |                  |

|  | Eustreptospondylus |
|  |                    |

|  | Dubreuillosaurus |
|  |                  |
|  | Magnosaurus      |
|  |                  |
|  | Afrovenator      |
|  |                  |
|  | Piveteausaurus   |
|  |                  |

|  | Megalosaurus                                                  |
|  |                                                               |
|  | \| \| Wiehenvenator \| \| \| \| \| \| Torvosaurus \| \| \| \| |
|  |                                                               |
|  | Wiehenvenator                                                 |
|  |                                                               |
|  | Torvosaurus                                                   |
|  |                                                               |

|  | Wiehenvenator |
|  |               |
|  | Torvosaurus   |
|  |               |

|  | Megalosaurus                                                  |
|  |                                                               |
|  | \| \| Wiehenvenator \| \| \| \| \| \| Torvosaurus \| \| \| \| |
|  |                                                               |
|  | Wiehenvenator                                                 |
|  |                                                               |
|  | Torvosaurus                                                   |
|  |                                                               |

|  | Wiehenvenator |
|  |               |
|  | Torvosaurus   |
|  |               |

|  | Megalosaurus                                                  |
|  |                                                               |
|  | \| \| Wiehenvenator \| \| \| \| \| \| Torvosaurus \| \| \| \| |
|  |                                                               |
|  | Wiehenvenator                                                 |
|  |                                                               |
|  | Torvosaurus                                                   |
|  |                                                               |

|  | Wiehenvenator |
|  |               |
|  | Torvosaurus   |
|  |               |

|  | Megalosaurus                                                  |
|  |                                                               |
|  | \| \| Wiehenvenator \| \| \| \| \| \| Torvosaurus \| \| \| \| |
|  |                                                               |
|  | Wiehenvenator                                                 |
|  |                                                               |
|  | Torvosaurus                                                   |
|  |                                                               |

|  | Wiehenvenator |
|  |               |
|  | Torvosaurus   |
|  |               |

## Paleoecología
Después de descubrir los restos iniciales de Wiehenvenator, los miembros del equipo de excavación regresaron al sitio y continuaron buscando más material en los alrededores. Después de buscar 35 metros tanto al este como al oeste de la Formación Ornatenton, se encontraron algunos centros vertebrales erosionados y dientes de Liopleurodon. Un año después, a mediados de octubre de 1999, se encontraron los restos consistentes en un fragmento maxilar, fragmentos óseos y un diente, de un segundo terópodo a 28,5 metros al noroeste de la primera localidad. El 3 de octubre de 2014, en una cantera cubierta de vegetación al oeste, el cráneo y las mandíbulas inferiores del crocodilomorfo Metriorhynchus fueron descubiertos por un miembro honorario del LWL Museum für Naturkunde. Estos múltiples descubrimientos implican un potencial para encontrar más material en el futuro.